# El último bastión
El último bastión es una serie peruana de la cadena TV Perú estrenada el 10 de diciembre de 2018 y dirigida por Marco Moscoso, que trata de los momentos previos a la Independencia del Perú. La serie está dividida en dos temporadas y 37 episodios.
La serie cuenta con la participación de actores peruanos como Mayella Lloclla, Giovanni Arce, Sergio Galliani, Laly Goyzueta, Diego Lombardi, Ebelin Ortiz, Fernando Bakovic, Flor Castillo, Cindy Díaz, Trilce Cavero, entre otros, contando con más de 40 actores en su elenco.
Esta serie es la primera en grabarse en formato cinematográfico 4K, además de destacar en un trabajo de producción por 2 años, realizado por más de 300 personas, entre actores, técnicos y productores.
El 25 de febrero del 2021, la serie ingresa al catálogo internacional de Netflix.

## Sinopsis
El último bastión es una serie que nos muestra a los personajes que viven en el pueblo de la Magdalena (también lo que después se llama Magdalena Vieja como Pueblo Libre, donde hasta la actualidad se encuentra la Casa de Los Libertadores) durante los años previos al arribo de José de San Martín a las costas del Perú y cómo afrontan los cambios que surgirán con su llegada hasta alcanzar la independencia.
La historia se cuenta a través de Francisco Robles (Giovanni Arce), un joven abogado de la clase terrateniente que de alguna forma se relaciona con todos los personajes de la historia. Él y su novia Catalina (Mayella Lloclla), miembro de una compañía de titiriteros, nos cuentan del gran cambio que se vive en esa época.

## Reparto
La lista del reparto es la siguiente:

### Principales
- Giovanni Arce como Francisco «Paco» Robles
- Mayella Lloclla como Catalina
- Rodrigo Palacios como Lorenzo Robles
- Priscila Espinoza como Rosa María Robles
- Mayra Nájar como Antonia Robles Mazombé

### Secundarios
- Sergio Galliani como Francisco Robles
- Laly Goyzueta como Josefa Robles
- Diego Lombardi como Adolfo De Soto Velázquez
- Fernando Bakovic como Germán
- Stephie Jacobs como Teresa
- María del Carmen Sirvas como Constanza
- Anaí Padilla como Tadea
- Haysen Percovich como Blas
- Juan Carlos Pastor como Charles
- Mónica Madueño como Isabel
- Jackie Vázquez como Micaela
- Manuel Calderón como Vicente
- Amiel Cayo como Evaristo
- Claret Quea como Marcelino
- Daniel Cano como Miguel
- Carlos Reynafarje como Félix
- Yamile Caparó como Paula
- Alessa Esparza como Ana Luisa
- André Silva como Diego
- Patricia Frayssinet como Monja
- Juan Manuel Ochoa como Patriota
- Sandro Calderón como Escobar

### Recurrentes
- Grapa Paola como Emilia
- Flor Castillo como Justina
- Omar García como José de San Martín
- Connie Chaparro como Rosa Campuzano
- Renato Medina-Vassallo como Bernardo de Monteagudo
- Ebelin Ortiz como María Mazombé
- Paul Vega como José Bernardo de Tagle
- Claudio Calmet como José Faustino Sánchez Carrión
- Alonso Cano Frayssinet como Simón Bolívar
- Cindy Díaz como Manuela Sáenz
- José Dammert como Valentín
- Kike Casterot como José Ramón Rodil y Gayoso
- Sonia Seminario como Doña Jordana
- Trilce Cavero como Rosa Merino
- Sylvia Majo como María Parado de Bellido
- Eduardo Ramos como José Olaya
- Patricio Villavicencio como Nicolás Alcázar
- Rafaela Román Rizo Patrón como Hija de Ana Luisa

## Temporadas
| Temporada | Temporada | Episodios | Episodios | Emisión original        | Emisión original    |
| Temporada | Temporada | Episodios | Episodios | Primera emisión         | Última emisión      |
| --------- | --------- | --------- | --------- | ----------------------- | ------------------- |
|           | 1         | 35        | 35        | 10 de diciembre de 2018 | 18 de enero de 2019 |
|           | 2         | 2         | 2         | 2019                    | 7 de junio de 2019  |

## Producción

### Creación y anuncio
La historia de El último bastión es escrita por el dramaturgo y guionista Eduardo Adrianzén y producida por María Luisa Adrianzén. Además es interpretado por actrices y actores nacionales de reconocida trayectoria.
Esta serie esta producida por el Instituto Nacional de Radio y Televisión del Perú (IRTP) (entidad adscrita al Ministerio de Cultura) y también producida y distribuida por TV Perú. La producción de la serie se enmarca en las celebraciones por el Bicentenario de la Independencia peruana.
La serie es anunciada el 30 de julio de 2018, pero en ese entonces el nombre todavía no era anunciado.
El 27 de noviembre de 2018 se anuncia finalmente el título.

### Entrevistas
Adrianzén hablando de las fuentes usadas para la creación de la historia dijo que “toda la biografía de historiadores que analizaron esa época, como por ejemplo Carmen McEvoy y Jesús Cosamalón, las gacetas, crónicas, libros, materiales impresos de la época”, aportaron mucho.
En una entrevista, Giovanni Arce contó que protagoniza a Paco Robles, "un joven abogado que está muy interesado en la llegada de San Martín y en todo el proceso de emancipación del yugo español, es también un hombre de prensa que denuncia los abusos de la época a través de la gaceta El Ciudadano, donde escribe bajo el seudónimo de Juan Liberato", puntualiza.
También Moscoso comenta lo siguiente: "Pablo Robles conoce a Antonia quien es una mulata liberada y una mujer pujante que termina también publicando en la gaceta". Además indica que son 40 los actores que han participado en la producción que será transmitida en dos temporadas.
"Todo se va a reflejar en la pantalla. La parte artística, la caracterización, los escenarios, la ambientación, el despliegue técnico. Hemos sido 200 personas en el set, el día que grabamos el acontecimiento central de la independencia", concluye.

### Preestreno y avant premiere
El primer episodio, además de información sobre la serie, se preestrena el 6 de diciembre de 2018 a las 7:00 p. m. en el Museo Nacional de Antropología, Arqueología e Historia del Perú (MNAAHP). Este evento reúne al Presidente Ejecutivo del Instituto Nacional de Radio y Televisión del Perú (IRTP), Hugo Coya; la viceministra de Interculturalidad del Ministerio de Cultura, Elena Burga; y a todo el elenco encargado de la producción de esta nueva serie, y como antesala del evento, se realiza un pequeño recorrido por algunos de los salones del museo, también resalta que se trata de la más ambiciosa producción audiovisual nacional, que cuenta los eventos previos a la Independencia del Perú, desde la óptica de peruanos de la época. Además, la directora del MNAAHP, Sonia Guillén, destaca que la serie ayudará a promover nuestra identidad histórica nacional.
“Contribuirá a romper la idea de que solo fueron próceres o héroes los hacedores de la independencia; y, por el contrario, destaca el papel que desempeñaron los ciudadanos de a pie en la gesta emancipadora”, señala Burga Cabrera en el marco de la presentación del primer episodio.
Hugo Coya señala que:

Este documento audiovisual cuenta la historia de la independencia y se basa en la visión del hombre común, porque hemos querido mostrar cómo fue la vida de los peruanos de esa época. Para ello, hemos hecho una investigación histórica con la ayuda de asesores y especialistas de dicha época.

El avant premier cuenta con la participación de Cecilia Brozovich, conductora de Te Veo a la Una, como maestra de ceremonia. Luego da pase al presidente del IRTP, quien menciona la alta calidad con la que se produjo El último Bastión, al ser la primera serie peruana hecha íntegramente en 4K. Finalmente, la viceministra de Interculturalidad destaca la diversidad cultural que veremos en la serie y su relevancia como recurso promotor de la historia del Perú.

## Premios y nominaciones

### Premios Luces deEl Comercio
| Año  | Categoría              | Nominados         | Resultado | Ref. |
| ---- | ---------------------- | ----------------- | --------- | ---- |
| 2018 | Mejor producción local | El último bastión | Ganador   |      |
| 2018 | Mejor actriz de TV     | Mayella Lloclla   | Ganadora  |      |
| 2018 | Mejor actor de TV      | Rodrigo Palacios  | Ganador   |      |